# Ockert van Greunen
Ockert Johannes „Okkie“ van Greunen (* 28. November 1933 in Douglas; † 17. Mai 1987 in Pretoria) war ein südafrikanischer Moderner Fünfkämpfer.

## Karriere
Ockert van Greunen belegte bei den Olympischen Sommerspielen 1956 in Melbourne im Einzelwettbewerb den 26. Platz. Zudem nahm er im Mannschaftswettbewerb teil, jedoch beendete das südafrikanische Team den Wettkampf nicht. Bei den Olympischen Sommerspielen 1960 in Rom landete er im Einzelwettbewerb auf Platz 52. 